# Абугов, Семён Львович
Семён Львович (Ши́мон Ле́йбович) Абу́гов (30 декабря 1877, Березино, Минская губерния — 3 мая 1950, Ленинград) — русский и советский живописец, график и педагог, профессор ЛИЖСА имени И. Е. Репина, член Ленинградского Союза художников.

## Биография
Родился 30 января 1877 года в местечке Березино Минской губернии. В 1900 году окончил Одесскую рисовальную школу. По её окончании поступил в Высшее художественное училище при Императорской Академии художеств в Санкт-Петербурге. Занимался у Д. Кардовского и В. Маковского. В 1908 году получил звание художника живописи за картину «Материнство».
Участник выставок с 1908 года. Писал портреты, пейзажи. В 1918 году участвовал в оформлении к первой годовщине Октябрьской революции улиц Васильевского острова. С 1920 года преимущественно занимался педагогической деятельностью, сначала в художественных школах и студиях Ленинграда, а с 1932 года в Ленинградском институте живописи, скульптуры и архитектуры при Всероссийской Академии художеств. Профессор с 1939 года.
Произведения С. Л. Абугова находятся в музеях и частных собраниях в России и за рубежом.
Скончался 3 мая 1950 года в Ленинграде. Похоронен на Еврейском кладбище Санкт-Петербурга.

## Ученики
Учениками Семёна Абугова были такие известные художники и педагоги:
- Евгения Антипова
- Сергей Бабков
- Евгения Байкова
- Нина Веселова
- Натан Воронов
- Абрам Грушко
- Александр Деблер
- Алексей Ерёмин
- Вячеслав Загонек
- Марина Козловская
- Татьяна Копнина
- Борис Корнеев
- Александр Коровяков
- Елена Костенко
- Николай Мухо
- Михаил Натаревич
- Лев Орехов
- Сергей Осипов
- Мария Рудницкая
- Елена Скуинь
- Виктор Тетерин
- Юрий Тулин
- Владимир Чекалов

и многие другие.